# Zachvatkinibates nemoralis
Zachvatkinibates nemoralis är en kvalsterart som beskrevs av Shaldybina 1973. Zachvatkinibates nemoralis ingår i släktet Zachvatkinibates och familjen Punctoribatidae. Inga underarter finns listade i Catalogue of Life.